# Hippocrepinellidae
Hippocrepinellidae es una familia de foraminíferos bentónicos de la superfamilia Astrorhizoidea, del suborden Astrorhizina y del orden Astrorhizida. Su rango cronoestratigráfico abarca desde el Pennsylvaniense (Carbonífero superior) hasta la Actualidad.

## Discusión
Clasificaciones previas incluían Hippocrepinellidae en el suborden Textulariina del orden Textulariida.

## Clasificación
Hippocrepinellidae incluye a los siguientes géneros:
- Amphitremoida
- Astrorhizinulla
- Crespinitella
- Croneisella
- Hippocrepinella
- Lakites

Otros géneros considerados en Hippocrepinellidae son:
- Hirudina, aceptado como Hippocrepinella
- Pachyammina, aceptado como Amphitremoida
- Shidelerella, aceptado como Croneisella